# Hervé Morin
Hervé Morin (nacido el 17 de agosto de 1961 en Pont-Audemer, Eure) es un político francés, líder del partido Los Centristas (de centro-derecha) y exministro de Defensa de Francia.

## Miembro de la Asamblea Nacional
Fue elegido como diputado a la Asamblea Nacional francesa el 16 de junio de 2002, por la 3 ª circunscripción de Eure, Normandía. Era presidente del grupo Unión para la Democracia Francesa (UDF) en la Asamblea Nacional. Después de que el candidato de la UDF para la elección presidencial 2007, François Bayrou, no llegara a la segunda ronda, dejó entrever que trató de crear una alianza con el Partido Socialista y decidió fundar un nuevo partido político: el Movimiento Demócrata (o MoDem). Por lo tanto, Morin, que es de centro-derecha y un aliado en las elecciones presidenciales del ganador, Nicolas Sarkozy, realizó una organización dentro de la mayoría presidencial en la Asamblea Nacional denominada Nuevo Centro (actualmente conocida como Los Centristas) y se convirtió es su líder.
Después de la creación de la UMP, tomó la presidencia del grupo UDF en la Asamblea Nacional, de 2002 a 2007. Mientras que Morin se unía al gobierno como ministro de Defensa en julio de 2007, Marc Vampa de Nuevo Centro lo reemplazó como representante.

## Carrera política

### Funciones gubernamentales
- Ministro de Defensa: 2007-2010

### Mandatos electorales

#### Asamblea Nacional de Francia
Diputadoo a la Asamblea Nacional de Francia por 3.ª circunscripción de Eure: 1998-2007 (Fue nombrado ministro en 2007) / Y desde 2010. Elegido en 1998, reelegido en 2002, 2007.

#### Consejo General
Consejero general de Eure: 1992-2004. Reelegido en 1998.

#### Consejo Regional
Consejero regional de Haute-Normandie: Desde el año 2004.

#### Consejo municipal
Alcalde de Épaignes: A partir de 1995. Reelegido en 2001, 2008.
Concejal de Épaignes: Desde el año 1989. Reelegido en 1995, 2001, 2008.

#### Comunidad del Consejo de Comunas
Presidente de la Communauté de comunas del cantón de Cormeilles: Desde el año 2001. Reelegido en 2008.
Miembro de la Communauté de comunas del cantón de Cormeilles: Desde el año 2001. Reelegido en 2008.

## Vida personal
Estuvo casado con Catalina Broussot-Morin, una abogado con quien tiene dos hijos gemelos de 18 años de edad (Raphael Morin y Clemantine Morin).
Sus modelos políticos son Charles de Gaulle y Pierre Mendès-France.
Todos sus abuelos eran agricultores normandos (su abuelo materno, André Cardine, era también el alcalde de Fatouville-Grestain durante 30 años) y él quería hacerse cargo de la granja de la familia cuando era más joven pero su padre, dueño de una empresa de albañilería, se opuso por lo que realizó sus primeros estudios en Caen y después en Parísar.
Hervé Morin apoya la reunificación de ambos Normandias (razón por la cual creó una asociación en el año 2000), una promesa que hizo el 26 de noviembre de 2006 en Épaignes, la ciudad donde creció y del que había sido alcalde desde 1995.